# Tellement j'ai d'amour...
Tellement j'ai d'amour... è il terzo album in studio della cantante canadese Céline Dion, pubblicato in Quebec il 7 settembre 1982.

## Informazioni
Per il suo secondo album, il cantautore Eddy Marnay fu ispirato dalle lunghe conversazioni con Céline e scrisse delle canzoni adatte a lei. Marnay riuscì a catturare lo spirito della cantante, ad esempio come l'amore incondizionato che provava per sua madre, inserito tra le parole di Tellement j'ai d'amour pour toi, oppure come i suoi rapporti, a volte difficili, con i ragazzi all'interno di D'amour ou d'amitié e la sua preoccupazione per il futuro della società, descritta in Écoutez-moi.
In Québec l'album fu tra i più venduti dell'anno, diventando il primo successo commerciale della Dion e ottenendo la certificazione di disco di platino in Canada per la vendita di 150 000 copie.
Grazie a Tellement j'ai d'amour ..., la Dion ricevette i suoi primi riconoscimenti. Vinse i suoi primi quattro Félix Award, tra cui Miglior Album Pop dell'Anno, Miglior Artista Rivelazione dell'Anno, Miglior Cantante Femminile dell'Anno e Artista dell'Anno, ottenendo il massimo successo fuori dal Quebec. Con il primo singolo Tellement j'ai d'amour pour toi (numero tre in classifica nel Quebec), la Dion vinse anche una Gold Medal per la migliore canzone al World Popular Song Festival a Tokyo, dove fu mandata per rappresentare la Francia. Al festival fu anche nominata Miglior Artista dalla Yamaha Symphony Orchestra Award. Il secondo singolo D'amour ou d'amitié, divenne un successo, raggiungendo la numero uno in Québec e ricevendo la certificazione di disco d'oro per aver venduto 50 000 copie in Canada.
Tellement j'ai d'amour ... include anche Le piano fantôme scritto da Luc Plamondon ( futuro collaboratore di Céline) e La voix du bon Dieu (title track del suo precedente album di inediti), registrato nuovamente con tutta sua la famiglia Dion che partecipò al coro di sottofondo.
Grazie al successo di D'amour ou d'amitié in Francia vendette oltre 500 000 copie, diventando la prima artista canadese a realizzare queste vendite in Francia. La Dion finalmente poté pubblicare il suo primo album in Francia, re-intitolato Du soleil au cœur, il quale conteneva tre canzoni di Tellement j'ai d'amour ... (D'amour ou d'amitié, Tellement j'ai d'amour pour toi e Le vieux monsieur de la rue Royale).
Nel 2005, la Dion inserì D'amour ou d'amitié e Tellement j'ai d'amour pour toi nel greatest hits, On ne change pas.

## Tracce

### Tellement j'ai d'amour...
Lato A
1. D'amour ou d'amitié – 3:59 (Eddy Marnay, Jean Pierre Lang, Roland Vincent)
2. Le piano fantôme – 3:35 (Luc Plamondon, François Cousineau)
3. Tu restes avec moi – 3:23 (Marnay, Cousineau)
4. Tellement j'ai d'amour pour toi – 2:56 (Marnay, Hubert Giraud)
5. Écoutez-moi – 3:03 (Marnay, Giraud)

Lato B
1. Le tour du monde (feat. le sorelle Dion) – 3:07 (Marnay, Jean-Pierre Calvet)
2. Visa pour les beaux jours – 3:23 (Marnay, Christian Loigerot, Thierry Geoffroy)
3. La voix du Bon Dieu (feat. famiglia Dion) – 3:16 (Marnay, Suzanne Dumont)
4. Le vieux monsieur de la rue Royale – 4:10 (Marnay, Alain Noreau)